# Іхонькіно
Іхо́нькіно (рос. Ихонькино, чув. Тăмкасси) — присілок у Чувашії Російської Федерації, у складі Ярославського сільського поселення Моргауського району.
Населення — 70 осіб (2010; 94 в 2002, 152 в 1979; 244 в 1939, 212 в 1926, 170 в 1897, 138 в 1859).

## Історія
Історичні назви — Іхонкін, Іхвонкін. Утворений як околоток села Архангельське (Чемеєво). До 1866 року селяни мали статус державних, займались землеробством, тваринництвом. 1929 року створено колгосп «Хошка-ту». До 1920 року присілок перебував у складі Чиганарської та Ядрінської, до 1927 року — у складі Тораєвської волості Ядрінського повіту. 1927 року присілок переданий до складу Татаркасинського, 16 січня 1939 року — до складу Сундирського, 17 березня 1939 року — до складу Совєтського, 1956 року — до складу Моргауського, 1959 року — повернуто до складу Сундирського, 1962 року — до складу Ядрінського, 1964 року — повернуто до складу Моргауського району.